# Liste von Höhlen im Kreis Mettmann

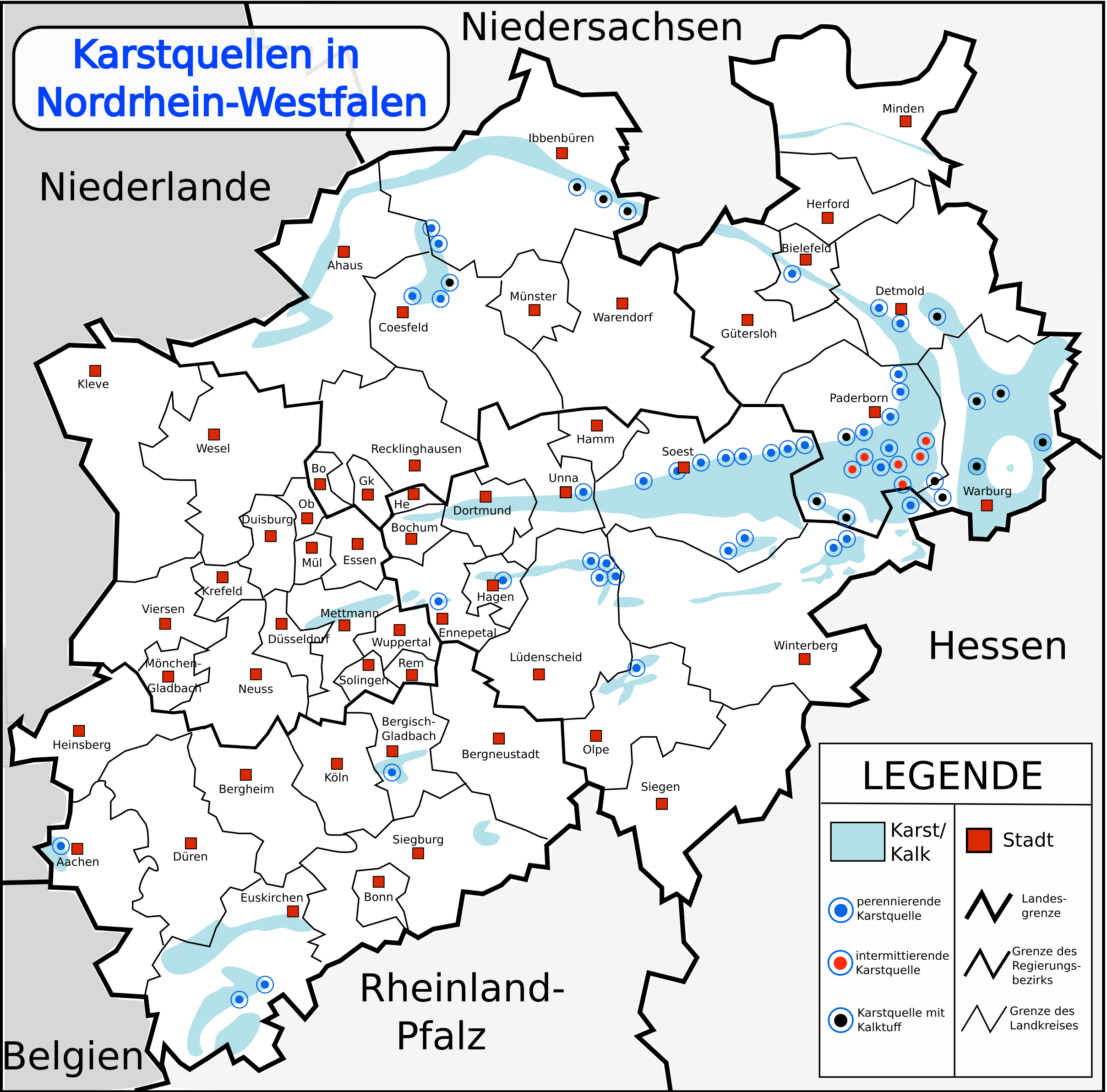
Karstgebiete in Nordrhein-Westfalen

Die Liste von Höhlen im Kreis Mettmann nennt eine Auswahl von Höhlen. Sie bildeten sich im Massenkalk. Höhlenforscher kennen eine Reihe kleiner Höhlen in der Region von Heiligenhaus, Velbert und Wülfrath. Die namhaften Höhlen im Neandertal wurden durch Kalkabbau zerstört.
Der Fundort des Neandertaler Menschens ist die Liste der Bodendenkmäler in Erkrath eingetragen.

## Liste
| Bezeichnung                        | Ortschaft         | Bemerkungen                                                                        | Bild                                                       |
| ---------------------------------- | ----------------- | ---------------------------------------------------------------------------------- | ---------------------------------------------------------- |
| Engelskammer                       | Erkrath, Mettmann | abgegangen                                                                         |                                                            |
| Teufelskammer                      | Erkrath, Mettmann | abgegangen                                                                         |                                                            |
| Rabenstein                         | Erkrath, Mettmann | abgegangen                                                                         |                                                            |
| Wolfsgrube                         | Erkrath, Mettmann | abgegangen                                                                         |                                                            |
| Mammuthöhle                        | Erkrath, Mettmann | abgegangen                                                                         |                                                            |
| Feldhofer Kirche                   | Erkrath, Mettmann | abgegangen                                                                         |                                                            |
| Neanderhöhle (Leuchtenburg)        | Erkrath, Mettmann | abgegangen                                                                         | Der untere Eingang der Neandershöhle, Bongard, 1835        |
| Löwengrube (Wolfsschlucht)         | Erkrath, Mettmann | abgegangen                                                                         |                                                            |
| Pferdestall                        | Erkrath, Mettmann | abgegangen                                                                         |                                                            |
| Kleine Feldhofer Grotte            | Erkrath, Mettmann | Fundstelle des Neandertaler-Fossils Neandertal 1                                   | Kleine Feldhofer Grotte (Querschnitt), Charles Lyell, 1863 |
| Höhle im Wülfrather Kalksteinbruch | Wülfrath          | „700 Meter lang und 100 bis 150 Meter breit. Seine Höhe beträgt bis zu 20 Metern.“ |                                                            |